# Forza telecomandata
Forza telecomandata (Guided Muscle) è un film del 1955 diretto da Chuck Jones. È un cortometraggio d'animazione della serie Looney Tunes, uscito negli Stati Uniti d'America il 10 dicembre 1955. Ha come protagonisti Willy il Coyote e Beep Beep. In Italia fu distribuito originariamente in Super 8 millimetri nel 1972 col titolo Pranzo di coyote.

## Trama
Dopo aver rischiato di mangiarsi un barattolo vuoto non avendo altro, Willy (Mangiam quasis tuttum) viene investito da Beep Beep (Velocissimus saporitissimus) e lo insegue, ma viene surclassato dalla sua velocità e prova quindi a catturarlo o ucciderlo con i seguenti metodi:
- si avvita al naso una punta e poi usa un arco per lanciarsi dietro a Beep Beep come una freccia, ma finisce contro un cactus e poi giù da un dirupo;
- si carica su una fionda gigante per lanciarsi contro Beep Beep, ma quando taglia la corda che trattiene l'elastico, quest'ultimo rimane teso. La fionda si attiva solo quando Willy si mette a controllarla, e lo scaraventa sul terreno poco lontano;
- cerca di colpire Beep Beep con un cannone, ma esso viene sparato all'indietro contro una parete di montagna portando con sé il coyote. Quando Wile esce dal cannone, viene colpito da quest'ultimo;
- tenta di gettare un maglio sferico addosso a Beep Beep con due metodi diversi, ma entrambe le volte è lui ad avere la peggio;
- spalma del grasso sulla strada ma viene investito da un camion e ci finisce sopra lui. Dopo che Beep Beep oltrepassa il grasso scivolandoci sopra, tenta di inseguire l'uccello cadendo però sempre a terra;
- tenta di dondolarsi con una corda da un'estremità all'altra di un precipizio per raggiungere l'uccello, ma sbatte su un altopiano appena sotto di lui;
- attirato Beep Beep con del mangime, usa una canna da pesca per calare vicino a lui un candelotto di tritolo acceso. La scintilla però risale la lenza arrivando fino alla cassa di tritolo dietro di lui, facendola esplodere;
- posiziona sul lato della strada una macchina telecomandata per incatramare e impiumare, ma la velocità di Beep Beep fa girare gli emettitori verso Willy che quindi attiva la macchina su di sé. Con un cartello, Beep Beep gli fa notare che i roadrunner hanno già le piume;
- dopo aver sotterrato della dinamite nella strada, si nasconde e accende la miccia. Beep Beep però arriva davanti a lui, provocando un breve inseguimento che termina quando Willy passa sopra alla dinamite che esplode. Il coyote carbonizzato se ne va e ritorna con un cartello che dice: "Cercasi un coyote ingenuo. Rivolgersi al direttore di questo teatro".

## Distribuzione

### Edizioni home video

#### VHS
America del Nord
- The Road Runner & Wile E. Coyote: The Scrapes of Wrath (12 agosto 1992)

#### Laserdisc
- The Road Runner Vs. Wile E. Coyote: If At First You Don't Succeed... (18 maggio 1994)

#### DVD e Blu-ray Disc
Il corto fu pubblicato in DVD-Video in America del Nord nel secondo disco della raccolta Looney Tunes Golden Collection: Volume 2 (intitolato Road Runner and Friends) distribuita il 2 novembre 2004, in cui è visibile anche con la sola colonna musicale; il DVD fu pubblicato in Italia il 16 marzo 2005 nella collana Looney Tunes Collection, col titolo Beep Beep e i suoi amici. In Italia fu inserito anche nel DVD Il tuo simpatico amico Willy il Coyote, uscito il 9 settembre 2009, mentre in America del Nord fu inserito nel primo disco della raccolta DVD Looney Tunes Spotlight Collection Volume 7, uscita il 13 ottobre 2009. Fu poi incluso nel secondo disco della raccolta Looney Tunes Platinum Collection: Volume Three, uscita in America del Nord in Blu-ray Disc il 12 agosto 2014 e in DVD il 4 novembre.

## Accoglienza
Nel 2010 il film fu selezionato per l'inclusione nel libro di Jerry Beck The 100 Greatest Looney Tunes Cartoons; in tale occasione Beck scrive: "Se dovessi scegliere un film "puro" del Coyote e Beep Beep, sarebbe questo. È uno dei migliori film di inseguimento di Chuck Jones, prodotto al culmine delle sue capacità artistiche. A questo punto (...) i personaggi sono chiaramente definiti, le loro motivazioni fermamente stabilite. I setup e payoff delle gag sono classici. Jones e il suo team creano un'arte da tempismo in frazioni di secondo e reazioni facciali estreme". Beck inoltre apprezza il layout di Philip DeGuard preferendolo a quello curato in altre occasioni da Maurice Noble (all'epoca impegnato nel design di film industriali per John Sutherland) in quanto più realistico.